# Robert Mills (arquitecto)
Robert Mills (n. 12 de agosto de 1781, Charleston, Carolina del Sur, Estados Unidos - 3 de marzo de 1855, Washington D. C.) fue un arquitecto estadounidense. A veces considerado como el primer nativo nacido estadounidense en convertirse en arquitecto profesional.

## Obras

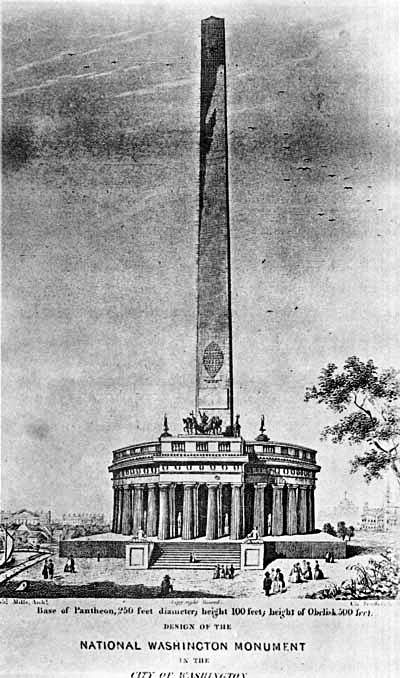
Un boceto de la propuesta del Monumento a Washington del arquitecto Robert Mills hacia 1836.

Diseñó el Monumento a Washington. La construcción comenzó en 1848 y se terminó en 1884, casi 30 años después de la muerte del arquitecto. Esta tardanza se debió a la falta de fondos originados por la Guerra Civil estadounidense.
- Datos: Q956665
- Multimedia: Robert Mills / Q956665